# Bestwina (gmina)
Bestwina – gmina wiejska w Polsce położona w południowej części województwa śląskiego, w powiecie bielskim.
Siedziba gminy to Bestwina.
Według danych z 1 stycznia 2013 gminę zamieszkiwało 11 074 osób. Natomiast według danych z 31 grudnia 2017 roku gminę zamieszkiwało 11 683 osób.
W latach 1975–1998 gmina administracyjnie należała do województwa katowickiego, a w latach 1977–1982 była częścią gminy Czechowice-Dziedzice.
Na terenie gminy znajduje się lotnisko Kaniów.

## Położenie
Gmina Bestwina położona jest w Kotlinie Oświęcimskiej u ujścia rzeki Biała do Wisły. Od zachodu przez rzekę Biała sąsiaduje z miastem i gminą Czechowice-Dziedzice, na południu z miastem Bielsko-Biała, na północy przez rzekę Wisła z gminami Miedźna i Pszczyna, na wschodzie z gminą Wilamowice.

## Struktura powierzchni
Według danych z roku 2012 gmina Bestwina ma obszar 37,92 km², w tym:
- użytki rolne: 72%
- użytki leśne: 11,4%

Gmina stanowi 8,27% powierzchni powiatu.

## Demografia
W 1900 roku prawie cały obszar współczesnej gminy Bestwina stanowiły 4 ówczesne gminy: Bestwina, Bestwinka (w granicach której znajdował się również Kaniów Bestwiński), Janowice i Kaniów Stary. Ich łączna powierzchnia wynosiła 3775 ha (37,75 km²) a liczba ludności 4378 (gęstość zaludnienia 116 os./km²) zamieszkałych w 624 budynkach, z czego 4339 (99,1%) było polsko- a 28 (0,6%) niemieckojęzycznymi, 4315 (98,6%) było katolikami, 42 (1%) wyznawcami judaizmu a 21 (0,5%) innej religii lub wyznania.

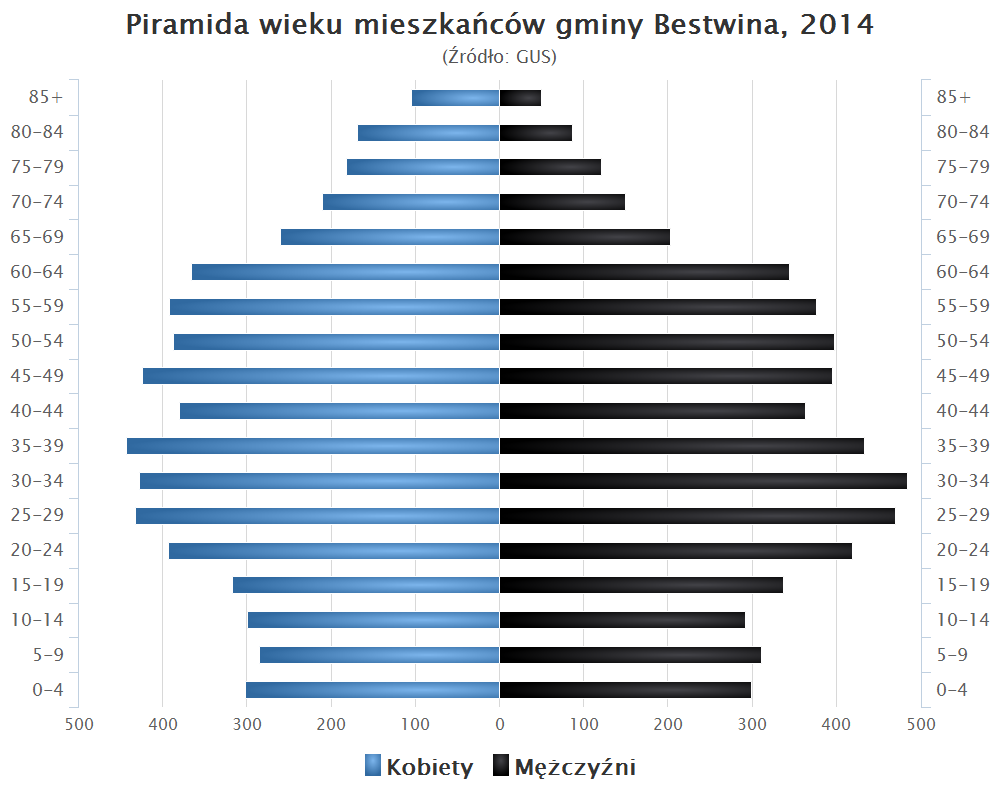
Piramida wieku mieszkańców gminy Bestwina w 2014 roku

Dane z 1 stycznia 2013:
| Opis                              | Ogółem | Ogółem | Kobiety | Kobiety | Mężczyźni | Mężczyźni |
| --------------------------------- | ------ | ------ | ------- | ------- | --------- | --------- |
| Jednostka                         | osób   | %      | osób    | %       | osób      | %         |
| Populacja                         | 11 074 | 100    | 5667    | 51,2    | 5407      | 48,8      |
| Gęstość zaludnienia [mieszk./km²] | 292    | 292    | 149,4   | 149,4   | 142,6     | 142,6     |

## Sołectwa

Sołectwa gminy Bestwina

| Sołectwo               | Powierzchnia (w ha) | Ludność (2012) | Gęstość zaludnienia (os./km²) | Położenie |
| ---------------------- | ------------------- | -------------- | ----------------------------- | --------- |
| Bestwina (wieś gminna) | 1353,6              | 4618           | 341,2                         |           |
| Bestwinka              | 455                 | 1600           | 351,6                         |           |
| Janowice               | 709                 | 1667           | 235,1                         |           |
| Kaniów                 | 1251                | 3189           | 254,9                         |           |

## Sąsiednie gminy
Bielsko-Biała, Czechowice-Dziedzice, Miedźna, Pszczyna, Wilamowice